# Détection synchrone
 (juin 2014).
Si vous disposez d'ouvrages ou d'articles de référence ou si vous connaissez des sites web de qualité traitant du thème abordé ici, merci de compléter l'article en donnant les références utiles à sa vérifiabilité et en les liant à la section « Notes et références ».

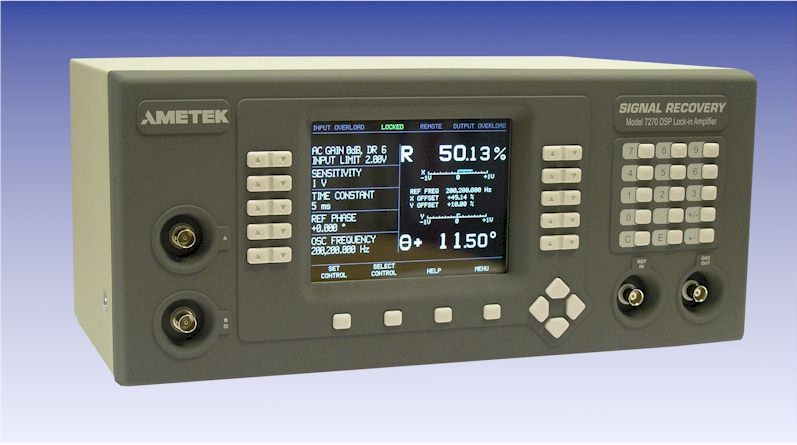
Un amplificateur à détection synchrone.

La détection synchrone est une technique de traitement du signal hétérodyne permettant d'extraire des signaux de faible amplitude, mais à bande étroite, noyés dans du bruit important, à large bande, par multiplication du signal par un signal sinusoïdal de fréquence proche de celle de la fréquence moyenne à détecter. Dite aussi démodulation cohérente, elle peut s'analyser comme un changement de fréquence opéré sur une porteuse à fréquence intermédiaire.
Elle se fait au moyen d'un instrument appelé amplificateur à détection synchrone (en anglais Lock-in amplifier).

## Principe de la détection synchrone
La détection synchrone utilise la propriété d'orthogonalité des fonctions sinusoïdales. Soit un signal de la forme {\displaystyle u_{s}(t)=U_{s}\sin {(2\pi f_{s}t+\phi _{s})}} et une porteuse sinusoïdale de la forme {\displaystyle u_{c}(t)=U_{c}\sin {(2\pi f_{c}t+\phi _{c})}}. En multipliant ces deux fonctions, il vient compte tenu de l'identité trigonométrique {\displaystyle \sin {(a)}\sin {(b)}={\frac {1}{2}}\left(\cos {(a-b)}-\cos {(a+b)}\right)} :
{\displaystyle u_{s}(t)u_{c}(t)={\frac {U_{s}U_{c}}{2}}\left(\cos {(2\pi (f_{s}-f_{c})t+\theta )}-\cos {(2\pi (f_{s}+f_{c})t+\Theta )}\right)},
avec {\displaystyle \theta =\phi _{s}-\phi _{c}} déphasage entre le signal et la porteuse, et {\displaystyle \Theta =\phi _{s}+\phi _{c}}.
Si le signal ainsi multiplié par la porteuse est alors intégré sur une période T très supérieure à celle du signal ou de la porteuse, la valeur résultante ne sera non nulle que si {\displaystyle f_{c}=f_{s}} et que la phase du signal n'est pas aléatoire, la valeur continue obtenue étant alors égale à {\displaystyle U_{sortie}={\frac {U_{s}U_{c}}{2}}\cos {\theta }}.
Du fait du caractère aléatoire de la phase d'une composante quelconque du bruit, seule la composante du signal « utile » de fréquence {\displaystyle f_{s}=f_{c}} sera extraite par ce procédé. 
Si le signal est à basse fréquence, il pourra être préalablement modulé à la fréquence fp par un dispositif approprié, de façon à  s'affranchir du bruit en 1/f.

## Mise en œuvre pratique
Un amplificateur à détection synchrone (en anglais : lock-in amplifier) permet de mettre en œuvre les principes de la détection synchrone. Le signal est amplifié en entrée, puis multiplié avec celui de la porteuse, qui peut soit venir d'un oscillateur interne, soit d'une source externe.  Un filtre passe-bas, de fréquence de coupure variable permet alors de réaliser l'intégration.

## Détection synchrone numérique
La majorité des détections synchrones actuelles est basée sur une haute performance de traitement numérique du signal (DSP). Au cours des 20 dernières années, les détections synchrones numériques ont remplacé les modèles analogiques sur toute la gamme de fréquences, ce qui permet aux utilisateurs d'effectuer des mesures jusqu'aux fréquences de 600 MHz. Les problèmes initiaux des premières détections synchrones en mode numérique, par exemple la présence de bruit d'horloge numérique sur les connecteurs d'entrée, ont pu être complètement éliminés par l'utilisation de composants électroniques améliorés et une meilleure conception de l'instrument. Les détections synchrones numériques d'aujourd'hui surpassent les modèles analogiques dans tous les critères de performance pertinents, tels que la gamme de fréquence, le bruit d'entrée, la stabilité et la réserve dynamique. En plus d'une meilleure performance, les détections synchrones numériques peuvent inclure plusieurs démodulateurs, qui permettent d'analyser un signal avec différents paramètres de filtre ou plusieurs fréquences simultanément. De plus, les données expérimentales peuvent être analysées avec des outils de traitement du signal tels qu’un oscilloscope, analyseur de spectre FFT, intégrateur Boxcar ou pour fournir des boucles d’asservissement à l'aide de contrôleurs PID internes. Certains modèles des détections synchrones numériques sont contrôlés par ordinateur et disposent d'une interface graphique dédié (par exemple au travers d’un navigateur internet, indépendant du système d'exploitation) et un choix d'interfaces de programmation varié.

## Applications
La mesure de faibles signaux étant de plus en plus répandue dans de nombreux domaines de la physique et de l’ingénierie, les applications pouvant faire intervenir des détections synchrones sont très larges. Citons juste quelques exemples :
- Transport, mesures différentielles telles que dI/dV ou dC/dV[réf. nécessaire]
- Modulation laser (chopper mécanique)[réf. nécessaire]
- Modulation acoustique[réf. nécessaire]
- Conductivité thermique à 3-oméga[réf. nécessaire]
- Microscopie en champ proche (AFM) pour la plupart des modes dynamiques (intermittent contact modes, NC-AFM, Kelvin probe, EFM, …)[réf. nécessaire]
- Oscillateurs et résonateurs[réf. nécessaire]
- Microsystème électromécanique (MEMS)[réf. nécessaire]